# Мария Лотарингская, герцогиня де Гиз
Мария Лотарингская, герцогиня де Гиз (фр. Marie de Lorraine, duchesse de Guise; 15 августа 1615, Париж — 3 марта 1688, там же) — дочь 4-го герцога де Гиз Карла I и Генриетты Екатерины де Жуайез, известная как «Мадемуазель де Гиз» (фр. Mademoiselle de Guise). Последняя представительница дома де Гиз, боковой ветви Лотарингского дома.

## Биография
После смерти последнего мужского представителя дома де Гиз в 1675 году, Мария стала герцогиней де Гиз, герцогиней де Жуайез и принцессой де Жуанвиль; она получала огромные доходы от этих герцогств. Люди обращались к ней «Ваше Высочество»; она подписывала юридические документы как «Мария Лотарингская», а после 1675 года как «Мария Лотарингская де Гиз».
В 1634—1643 годах Мария жила в изгнании во Флоренции со своей семьей. Она сблизилась с Медичи и полюбила Италию, особенно итальянскую музыку. Приблизительно в 1650 году она сочеталась морганатическим браком с Клодом де Бурделем, графом Монрезора, от которого у неё было несколько детей. Существование детей никогда не было публично признано, однако она периодически угрожала их признать, если не добьётся своего.
Как опекун своего племянника, Луи Жозефа, герцога де Гиз, она старалась вернуть своему дому былую славу. Она добилась для него брака с высокородной девушкой — Елизаветой Маргаритой Орлеанской, которая была двоюродной сестрой короля Людовика XIV. Брак состоялся в 1667 году; после свадьбы Мария поселилась в одном дворце с молодожёнами.
Начиная с 1670 года Марк-Антуан Шарпантье начал сочинять музыку для трёх Гизов. Мария де Гиз покровительствовала ему, требуя комиссионных от людей или учреждений, которые искали её покровительство. Её патронаж способствовал созданию ряду крупных работ, большинство из которых были религиозными и находились под сильным влиянием итальянской музыки.
В 1671 году умер её племянник Луи Жозеф, герцог де Гиз. Она и молодая вдова боролись за опекунство маленького сына покойного герцога, Франсуа Жозефа, последнего мужского представителя дома де Гиз. Мария Лотарингская выиграла битву, но её опека была недолгой. Ребёнок умер в 1675 году и с его смертью она стала последней из Гизов, унаследовав все владения и титулы.
Похоронив двух последних родственников, она обратилась к осуществлению дорогих сердцу проектов. С помощью отца Николаса Барре Мария основала академию по подготовке учителей, создала школы для девочек и больницы для бедных в Париже и в своих провинциальных землях. В Париже в Отеле де Гиз она собрала вокруг себя «избранных» — членов Лотарингского дома, духовенство, образованных протеже и итальянцев, находящихся в городе проездом. Музыка (часто итальянская) была главным развлечением на её вечерах.
Хотя её отношения с вдовой Луи Жозефа были прохладными, две женщины продолжали видеться друг с другом, как в Париже, так и в аббатстве Сен-Пьер-де-Монмартр, где сестра Марии, Рене, была аббатисой. После 1675 года сестра Елизаветы Маргариты, Маргарита Луиза Орлеанская, проживала там же. В начале 1670-х Мария начала собирать небольшой ансамбль домашних музыкантов для исполнения произведений разных французских и итальянских композиторов, в том числе Марка-Антуана Шарпантье.
В завещании Мария Лотарингская лишила свою племянницу Анну де Монпансье, отписав Отель де Гиз Шарлю Франсуа де Стейнвиллю, графу Кувонскому в 1688 году. В 1689 году Парижский парламент под давлением наследников отменил завещание. В 1700 году Отель де Гиз был продан Франсуа, принцу де Субиз и его жене Анне де Роган-Шабо, и стал называться Отелем де Субиз.